# NGC 7589
NGC 7589 is een spiraalvormig sterrenstelsel in het sterrenbeeld Vissen. Het hemelobject werd op 23 oktober 1864 ontdekt door de Duitse astronoom Albert Marth.

## Synoniemen
- MCG 0-59-19
- ZWG 380.24
- NPM1G -00.0622
- PGC 70995